# Azarea lloydi
Azarea lloydi är en insektsart som beskrevs av Boris Petrovich Uvarov 1926. Azarea lloydi ingår i släktet Azarea och familjen gräshoppor. Inga underarter finns listade i Catalogue of Life.